# Margarita Robles Menéndez

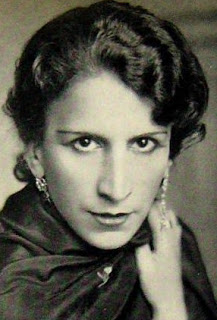
Margarita Robles, actriz y guionista española

Margarita Robles Menéndez (Muros de Nalón, Asturias, 20 de mayo de 1894-Madrid, 11 de julio de 1989) fue una actriz y guionista española.  

## Biografía
Nació en 1894 en la localidad asturiana de Muros de Nalón, donde su padre, el pintor José Robles Martínez, fue uno de los fundadores de la célebre  Colonia artística de Muros.
En 1911 la familia se traslada a Madrid. La muerte de su padre deja a la familia en una difícil situación económica, y Margarita comienza su formación como actriz de teatro. Obtiene el primer premio de declamación en el Real Conservatorio de Música y Declamación de Madrid, donde fue alumna de María Tubau. Inicia una carrera en el teatro, marcada por las necesidades económicas, Tras pasar por varias compañías, obtiene su primer papel como primera actriz en la compañía de Conchita Ruiz, en la obra Pepita Reyes, y años más tarde logra popularidad en la compañía de Bernardo Jambrina, especialmente con "La Malquerida" de Jacinto Benavente. Tras la muerte de Jambrina en un trágico accidente de coche, se hace cargo de la compañía, con la que en 1919 hace una celebrada gira por Cuba. El 7 de julio de 1926 se casa con el también actor Gonzalo Delgrás, con quien forma compañía propia. Escribe la comedia teatral "Trece Onzas de Oro", que estrenan en el Teatro Lara de Madrid. En este teatro estrenan "Tararí", de Valentín Andrés Álvarez. El éxito de esta obra les lleva a estrenar, el 7 de diciembre de 1929, "Los medios seres", de Ramón Gómez de la Serna en el Teatro Alcázar. La obra, que había generado una enorme expectación, fue un apoteósico fracaso que lleva a la ruina a la compañía, pero que Margarita recordará como "la derrota más gloriosa de toda nuestra vida". Hacen gira por toda España con Maya, de Simon Gantillon, adaptada por Azorín.  En el Teatro Cómico de Madrid estrenan "Inri" obra en verso original de Gonzalo Delgrás. En 1932 viaja a París, contratada por Paramount para doblar en español a Greta Garbo y Marlene Dietrich, entre otras grandes estrellas. En 1934, Gonzalo Delgrás es contratado para dirigir los nuevos estudios de doblaje de Metro-Goldwyn Mayer en Barcelona. Durante la guerra civil española, dobló varias películas procedentes de la Unión Soviética. Desde 1940, compagina su labor de actriz con las de guionista y dialoguista, principalmente en las películas dirigidas por su marido. Permaneció en activo hasta la década de 1970. Fue madre de cuatro hijos: Gonzalo, Margarita, José Manuel y Maria Paz. 
En 1982 publicó su autobiografía titulada "Mis ochenta y ocho añitos".

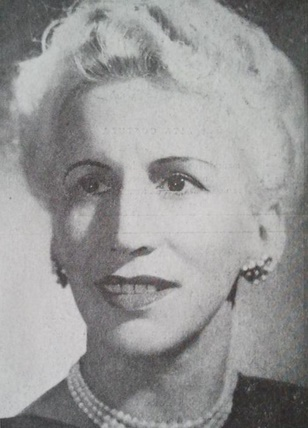
Margarita Robles, en la madurez de su carrera cinematográfica.

Falleció el 11 de julio de 1989, a los 95 años.

## Filmografía completa (como actriz)
- La casa sin fronteras (1972)
- Più tardi Claire, più tardi... (1968)
- Piso de soltero (1964)
- El Cristo de los Faroles (1958)
- El genio alegre (1957)
- Faustina (1957)
- Un traje blanco (1956)
- La lupa (1955)
- La Hermana Alegría (1955)
- Sor intrépida (1952)
- Cerca de la ciudad (1952)
- El misterioso viajero del Clipper (1945)
- Altar mayor (1944)
- La condesa María (1942)
- La doncella de la duquesa (1941)
- Los millones de Polichinela (1941)

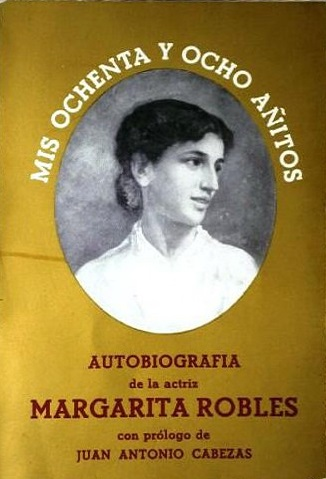
Portada de la autobiografía de Margarita Robles, con un retrato que le hizo su padre, José Robles y Martínez

## Filmografía completa (como guionista)
- La tonta del bote (1970)
- Los cascabeles de la locura (Novela) (1968)
- El hombre que veía la muerte (1955)
- Bajo el cielo de Asturias (1951)
- Un viaje de novios (1948)
- Trece onzas de oro (1947)
- El misterioso viajero del Clipper (1945)
- Ni tuyo ni mío (1944)
- Altar mayor (1944)
- La boda de Quinita Flores (1943)
- Cristina Guzmán (1943)
- La condesa María (1942)
- Un marido a precio fijo (1942)